# Engin Eroglu
Pour les articles homonymes, voir Eroğlu.
Engin Eroglu, né le 12 février 1982 à Ziegenhain, est un homme politique allemand. Membre des Électeurs libres, il est député européen depuis 2019. 